# Moyen égyptien
Le moyen égyptien correspond à l'état linguistique de l'égyptien ancien pendant la période du Moyen Empire. Les anciens Égyptiens eux-mêmes considéraient cet état de langue comme la langue classique par excellence. Pour cette raison, le moyen égyptien perdura jusqu'à la fin de la période pharaonique.
Le moyen égyptien utilise deux systèmes d'écriture : le système hiéroglyphique et le système hiératique, ce dernier correspondant à une écriture cursive.
Considéré aujourd'hui encore comme l'état classique de la langue égyptienne, le moyen égyptien constitue généralement la base des études de la langue égyptienne. 

## Grammaires

### Grammaires francophones
- Pierre Grandet, Bernard Mathieu, Cours d'égyptien hiéroglyphique, Khéops, 1990 (vol. I) ; 1993 (vol. II) [détail des éditions] ;
- Bernadette Menu, Petite grammaire de l'égyptien hiéroglyphique à l'usage des débutants, Paris, éditions Geuthner (réimpr. 2003) ;
- Michel Malaise et Jean Winand, Grammaire raisonnée de l'égyptien classique, Liège, C.I.P.L., coll. « Ægyptiaca Leodiensia no 6 », 1999.
- Nicolas Orneto, Les hiéroglyphes pour tous, CHARIOT D'OR, 2015.

### Grammaires anglophones
- Alan Henderson Gardiner, Egyptian Grammar. Being an Introduction to the Study of hieroglyphs [détail des éditions].